# سیسیل مک‌کایگ
سیسیل مک‌کایگ (انگلیسی: Cecil McKaig؛ ۱۸۸۵ – ۴ ژوئیه ۱۹۳۹) دوچرخه‌سوار اهل بریتانیا بود. وی در بازی‌های المپیک تابستانی ۱۹۰۸ شرکت کرده است.